# سوبای (باشقیرستان)
سوبای (انگلیسی: Subay, Republic of Bashkortostan) یک شهرک در شهرستان کوشنارنکوفسکی جمهوری باشقیرستان در کشور روسیه است.